# RC Strasbourg Alsace
Racing Club de Strasbourg Alsace (zkráceně Racing Strasbourg) je francouzský fotbalový klub sídlící ve městě Štrasburk. RC Strasbourg patřil k předním klubům Francie. V současné době hraje nejvyšší francouzskou soutěž (Ligue 1). V sezóně 2010/11 mu těsně unikl postup do druhé nejvyšší francouzské soutěže Ligue 2, poté byl ale kvůli dluhům uvalen do konkurzu a přeřazen nejprve do 4. ligy a poté ještě o patro níž do CFA 2.
V roce 1979 vyhrál svůj zatím jediný ligový titul a v Česku fanoušci mohou vzpomenout souboj s Duklou Praha v tehdejším PMEZ, kterou vyřadil po výsledcích 0:1 (na Julisce) a 2:0 v prodloužení. Později klub vstoupil do povědomí českých fanoušků tím, že v něm jako trenér působil Ivan Hašek (2001-2003), jeho asistentem byl Karel Jarolím.
Mimo to vyhrál Strasbourg oba francouzské poháry – 1951, 1966 a 2001 Coupe de France a v letech 1997 a 2005 Coupe da la Ligue.
Klub byl založen roku 1906. Hřištěm klubu je Stade de la Meinau s kapacitou 29 230 diváků.

## Získané trofeje

### Vyhrané domácí soutěže
- 1. francouzská liga ( 1× )

(1979)
- Francouzský fotbalový pohár ( 0× )

 ??
- Ligový pohár ( 0× )

 ??
- Francouzský superpohár ( 0× )

 ??